# Кров ельфів
«Відьмак. Кров ельфів» (пол. Krew elfów) — роман польського письменника Анджея Сапковського у жанрі фентезі, що вперше вийшов 1994 року у польському видавництві SuperNOWA. Є третьою частиною фентезійного циклу «Відьмак».

## Опис
Роман є третьою частиною «відьмацької» серії, однієї з найвидатніших у фентезі-літературі загалом.
У цьому романі Цірі навчається у відьмаків і чаклунки Йеннефер, розвиваючись як особистість та оклигуючи від струсів минулого. Здавалось, все добре, але не все так просто, бо Ціріла не просто чергова сирота з магічними здібностями, а принцеса та Джерело великої магічної сили. Дівчина стає ласим шматком для сильних світу, її шукають монархи і маги, і на інформацію про неї полюють. Її майбутнє непевне і загрозливе, як і людей, що її оточують. Водночас на світ накочується загроза нової великої війни, яка має прямий стосунок до долі головних героїв.
У «Крові ельфів» ви насолодитесь фірмовим стилем пана Сапковського і зустрінетесь з улюбленими персонажами — відьмаком Ґеральтом, Йеннефер, Любистком (Яскором), а також познайомитесь з новими.
«Кров ельфів» — переломна книга циклу, бо у ній автор відходить від формату оповідань та стилізації тексту під казки.

## Нагороди та премії
| Рік  | Нагорода                                         | Нагорода мовою огигіналу                         | Номінація            | Номінація мовою оригіналу |
| ---- | ------------------------------------------------ | ------------------------------------------------ | -------------------- | ------------------------- |
| 1994 | Нагорода «SFinks»                                | пол. Nagroda "SFinks"                            | Польський роман року | пол. Polska powieść roku  |
| 1995 | Нагорода ім. Януша А. Зайдля                     | пол. Nagroda im. Janusza A. Zajdla               | Роман                | пол. Powieść              |
| 2009 | Легендарна нагорода Девіда Геммела за фантастику | англ. The David Gemmell Legend Award for Fantasy |                      |                           |

## Переклади українською
- Анджей Сапковський. Відьмак. Кров Ельфів (Книга 3). Переклад з пол.: Сергій Легеза. Харків: Клуб сімейного дозвілля, 2016. - 320 с. ISBN 978-617-12-1037-0